# Andrée Bienfait
Andrée Bienfait (België, 1956) is een Belgisch kunstschilderes, illustratrice en inkleurster van stripverhalen. Zij woont in Frankrijk.

## Carrière
Bienfait groeide op in Izel en studeerde aan het Ecole Supérieure des Arts de St Luc in Brussel. Daarna vervolgde ze haar studie bij Claude Lapointe aan de Ecole Supérieure des Arts Décoratifs in Straatsburg. Daarna werkte ze ongeveer een jaar lang voor Etienne Delessert in Zwitserland waar ze werkte aan een animatiefilm van papieren uitknipsels, die wegens budgetproblemen werd geannuleerd.
In 1981 vestigde Bienfait zich in Straatsburg als illustratrice voor (kinder)boeken. In 1982 verschenen bijvoorbeeld haar boekillustraties in Mon premier livre d'Astronomie, waarna meer dan vijftig boeken volgden waarvoor zij alle of een deel van de illustraties verzorgde.
Na ongeveer twintig jaar werd zij actief als kunstschilderes. Zij werkt meestal met droge pastel en specialiseerde zich in portretten.
Tussen 1996 en 2002 verzorgde Bienfait de inkleuring voor albums uit historische stripreeksen bedacht door Jacques Martin. In 1996 kleurde zij de omslagtekening van O Alexandrië in uit de reeks Alex.
In 1999 verzorgde ze de inkleuring van de omslagtekening van het stripalbum Le Veau d'or uit de reeks Keos en in 2001 de inkleuring van pagina's 43 en 47 van De colonne uit de reeks Lefranc. 
In 2001 en 2002 kleurde zij twee albums, namelijk De val van Icarus (2001) in de reeks Alex en Pompeï 1 in de reeks De reizen van Alex.